# River Skate Team
Het River Skate Team (RST) is een skeelerclub uit het Gelderse Brakel bij Zaltbommel. De trainingen worden gehouden op het wielercircuit van wielrenvereniging Maas en Waal.
De vereniging is een skeelerclub en geen schaatsvereniging. Het grote verschil hiertussen is dat bij een schaatsvereniging in de winter de training verhuist naar de schaatsbaan. Bij het RST is dat niet het geval.
Jaarlijks organiseert de vereniging een skeelerwedstrijd en de Loevesteintocht. Een aantal leden rijdt intussen bij de B-categorie.